# HMS A10
HMS A10 – brytyjski okręt podwodny typu A. Zbudowany w latach 1903–1905 w Vickers w Barrow-in-Furness. Okręt został wodowany 8 lutego 1905 roku i rozpoczął służbę w Royal Navy 3 czerwca 1905 roku.
W 1914 roku A10 stacjonował w Ardrossan przydzielony do Dziewiątej Flotylli Okrętów Podwodnych (9th Submarine Flotilla) pod dowództwem  Lt. Cromwell H. Varley.
17 marca 1917 roku okręt zatonął gdy był zacumowany w porcie do okrętu-bazy krążownika HMS „Pactolus”. Nikt z załogi nie zginął. Wkrótce został podniesiony, ale nie wszedł już do czynnej służby.
1 kwietnia 1919 roku został sprzedany Ardrossan Drydock Co. i zezłomowany.